# Nick Leeson
Nicholas (Nick) Leeson (Watford, 25 februari 1967) is een Brits voormalig effectenhandelaar, die rogue trader was bij Barings Bank.

## Biografie
Nick Leeson heeft na zijn afstuderen in de jaren 80 als administratief medewerker bij verschillende banken in Londen gewerkt. Uiteindelijk belandde hij bij de oudste en meest prestigieuze Britse zakenbank, de Barings Bank. Ook de Britse koningin was er klant. Al snel werd Leeson gepromoveerd tot leidinggevende van Baring Futures Singapore (BFS). Zijn geautoriseerde taak was het handelen op de beursvloer van de Singapore International Monetary Exchange (SIMEX) met open outcry (eerst opdrachten doorgevend aan zijn medewerkers op de beursvloer, en na hiervoor te zijn opgeleid, ook zelf op de beursvloer). In samenwerking met collega's op de Japanse Osaka Securities Exchange arbitreerde hij tussen prijsverschillen in futures op de Nikkei 225-index, die verhandeld werden op de beide beurzen. Daarnaast voerde hij in opdracht van klanten transacties uit. Hij gaf ook geautoriseerd leiding aan het back-office dat de handel administratief verwerkt, wat geldt als een fraudegevoelige combinatie.
Er was een foutaccount dat in Londen werd afgehandeld, maar Leeson werd door Gordon Bowser in Londen die daar over ging gevraagd dit met een nieuw error account voortaan in Singapore af te handelen. Leeson gaf dit account het nummer 88888, een Chinees geluksnummer. Korte tijd later vroeg Londen om weer het oude foutaccount te gaan gebruiken, ze hadden een nieuwe computer en konden de afhandeling weer in Londen doen. Account 88888 werd nu niet meer gebruikt. Tot een nieuwe medewerkster voor een klant per ongeluk 20 futurecontracten verkocht in plaats van kocht. Om dit te corrigeren moesten 40 contracten gekocht worden, die per stuk inmiddels duurder waren geworden, waardoor er een schade van 20.000 pond was. De verplichting om de 40 contracten te leveren tegen de oude prijs kwam in het foutaccount, waardoor dit account een negatieve waarde kreeg, die in de dagen erna sterker negatief werd doordat de prijs van de contracten verder opliep. Zo ging het ook met andere fouten, kleine fouten kwamen in het Londense foutaccount, maar fouten waarbij Leeson en/of een van zijn ondergeschikten in de problemen zouden kunnen komen kwamen in 88888. Er waren echter dagelijkse margin calls en maandelijks moest de positie leeg zijn, zodat 88888 ongebruikt leek, waarvoor steeds oplossingen moesten worden gezocht. Het lastigst waren verplichtingen in yen, want dollars konden niet onopvallend in yen worden gewisseld. Leeson loste dit op door ongeautoriseerd precies de juiste hoeveelheid optie-straddles te schrijven (verkopen), want de premies waren in yen.
Ook kocht Leeson ongeautoriseerd in sterk toenemende mate voor rekening van BFS futures op de Nikkei 225-index, die ook wel vaak winstgevend waren en dan het verlies op de straddles compenseerden. Aanvankelijk leverde dit een aanzienlijke winst op voor zijn werkgever, of leek dit zo te zijn. Hij zou goed zijn geweest voor tien procent van de inkomsten van de bank. Later waren de echte resultaten desastreus. Hij verstopte de verliezen steeds op het foutaccount.

## De ondergang
Aan het einde van het jaar 1992 stond er een verlies op deze geheime rekening van 2 miljoen pond. In 1994 was dit verlies al geëxplodeerd tot 208 miljoen pond. Op 16 januari 1995 probeerde hij zijn verliezen goed te maken door te speculeren op een stabiele beurs door een optieconstructie aan te gaan, hij verkocht een zogeheten straddle. Een dag later vond de aardbeving van Kobe plaats en de Aziatische aandelenmarkten kelderden. Leeson leed enorme verliezen die hij met een laatste gok op een snel herstel van de beurs probeerde goed te maken. Deze stijging bleef uit en het verlies liep op tot 1,4 miljard dollar. Twee keer zo veel als het handelskapitaal van de Barings Bank. Dit leidde tot de ondergang van de prestigieuze bank. De Nederlandse bank-verzekeraar ING Groep kocht later de restanten van Barings.

## De nasleep
Op 23 februari 1995 liet Leeson voor zijn collega's een briefje op zijn werkplek op de beurs in Singapore achter met de tekst "I am sorry", en nam de benen. Na een vlucht naar Maleisië, Brunei en uiteindelijk Duitsland werd Leeson gearresteerd op het vliegveld van Frankfurt am Main. Leeson kon in het Verenigd Koninkrijk of in Singapore berecht worden. Hij gaf de voorkeur aan het Verenigd Koninkrijk, en liet zijn Britse advocaat daarom benadrukken welke ernstige misdrijven volgens Brits recht hij gepleegd had. Ook de gedupeerde houders van eeuwigdurende obligaties van Barings wilden uitlevering aan het Verenigd Koninkrijk Het Britse Serious Fraud Office (SFO) vond echter dat Singapore meer in aanmerking kwam, en op 2 maart 1995 werd Leeson daaraan uitgeleverd. Er waren drie aanklachten van vervalsing en acht aanklachten van fraude (cheating) waarmee hij zijn superieuren had misleid over de risico's van zijn activiteiten en over de omvang van de geleden verliezen. Hij ging een plea bargain aan en bekende schuld voor twee aanklachten, en werd daarvoor veroordeeld tot 6,5 jaar gevangenisstraf, maar werd in 1999 vervroegd vrijgelaten nadat darmkanker bij hem was ontdekt waaraan hij later met succes werd behandeld. Terwijl hij vast zat in Singapore, in de gevangenis van Changi, scheidde zijn vrouw Lisa van hem.

## Oorzaken
Het gebrek aan toezicht en controle binnen Barings is de hoofdoorzaak dat het zo ver heeft kunnen komen, en daarnaast het feit dat Leeson zelf verantwoordelijk was voor de administratieve afhandeling (clearing) van zijn eigen transacties.

## Tegenwoordig
Leeson keerde terug naar het Verenigd Koninkrijk en schreef een autobiografie genaamd Rogue Trader, waarin hij zijn daden tot in detail beschreef. Het boek werd later verfilmd met Ewan McGregor als Nick Leeson.
Leeson woont nu in het westen van Ierland. Hij is soms nog steeds actief op de effectenbeurs, maar nu alleen nog maar met zijn eigen geld. Hij is hertrouwd en hij haalde een academische graad in de psychologie. Leeson was tot januari 2011 manager van de Ierse voetbalclub Galway United.